# Gran teatro de Quebec
Gran teatro de Quebec  (en francés: Grand Théâtre de Québec) es un complejo de artes en la Ciudad de Quebec, Quebec, Canadá. Fue concebido para conmemorar el Centenario de Canadá de 1967 y la Conferencia de Quebec de 1864, uno de los encuentros claves que llevaron a la creación de la confederación canadiense de 1867.
Diseñado por el arquitecto polaco-canadiense Victor Prus, la construcción comenzó en 1966 bajo el gobierno del Primer ministro de Quebec Jean Lesage pero fue detenido por el gobierno de la Unión Nacional del Primer ministro de Quebec Daniel Johnson. La construcción se reanudó a finales de 1967, pero el teatro no fue oficialmente abierto hasta el 16 de enero de 1971.

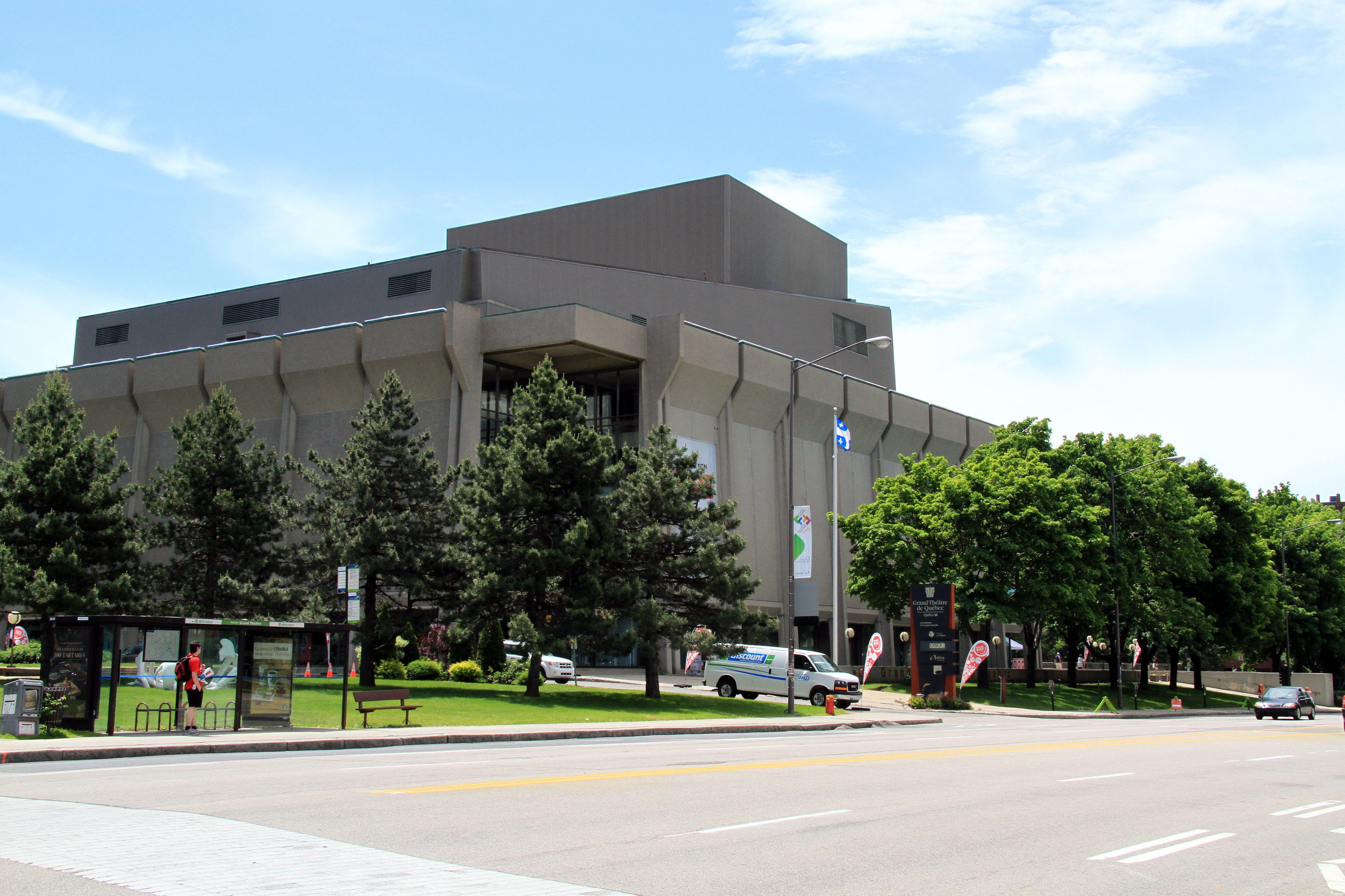
El Gran Teatro de Québec en 2012, antes de ser cubierto de vidrio en 2020

El edificio fue restaurado y cubierto con placas de vidrio en 2020.